# Roger II de Foix
Pour les articles homonymes, voir Roger de Foix et Roger II.
Roger II de Foix († 1124), est comte de Foix de 1064 à 1124 et comte de Couserans de 1074 à 1124. Il est fils de Pierre Bernard, comte de Foix et de Couserans, et de Letgarde.

## Biographie
Selon certains, il hérite du comté de Foix à la mort de son oncle Roger Ier en 1064, tandis que d’autres pensent que c’est son père qui hérite de son frère aîné : le plus probable est la première solution. En tous cas, Roger II est comte de Foix et de Couserans à la mort de son père en 1074. Cependant, le comte Roger III de Carcassonne était mort en 1067. Les comtes de Foix étaient les parents les plus proches par les mâles, mais Raymond Roger avait légué Carcassonne à sa sœur Ermengarde, mariée à Raymond-Bernard Trencavel. Roger II ne réussit pas à faire valoir ses droits et tente de s’emparer de la ville par la force, mais sans succès. Un traité du 21 avril 1095 consacre la renonciation officielle de Roger II sur Carcassonne et le Razès, tandis que les Trencavel renoncent au titre de comte pour prendre celui de vicomte de Carcassonne et verse à Roger II une somme importante qui lui permet de financer sa participation à la Croisade.
En effet, le 27 novembre 1095, le pape Urbain II appelle la Chrétienté à libérer les Lieux Saints de l’occupation musulmane. Roger II annonce sa participation au sein de l’armée de Raymond de Saint-Gilles, comte de Toulouse, mais diffère son départ pour une raison inconnue. Il le diffère tellement qu’il se fait excommunier par le pape, et arrive en Terre sainte après la prise de Jérusalem. On ne sait rien de son action en Terre sainte, peut-être participa-t-il à une des batailles de Ramla ou au siège de Tripoli. Cette seconde possibilité est la plus probable, car il rentre dans ses domaines en 1105, accompagnant Guillaume de Cerdagne, comte de Tripoli, lequel ramenait avec lui la veuve et le fils de Raymond de Saint-Gilles, mort pendant le siège de Tripoli.
Après son retour, il fait édifier un château à proximité de Foix. Il fonde la ville de Pamiers qu’il nomme en l’honneur d’une ville syrienne, Apamée.

## Mariages et enfants
Il épouse en 1073 une Sicarde qui meurt sans postérité en 1076.
Il se remarie avec Etiennette (ou Stéphanie) de Bésalu, fille de Guillem II, comte de Bésalu et d’Etiennette de Provence. De ce mariage sont nés :
- Roger III († 1148), comte de Foix ;
- Bernard, mort avant 1127 ;
- Pierre, cité en 1127 ;
- Raymond Roger, cité en 1127.